# Aktionsbündnis Nichtrauchen
Das Aktionsbündnis Nichtrauchen (ABNR) ist ein Zusammenschluss von elf großen nicht-staatlichen Gesundheitsorganisationen in Deutschland, die ihre politischen Aktivitäten im Bereich „Förderung des Nichtrauchens/Schutz vor den Gefahren des Passivrauchens“ bündeln. Zum ABNR-Projekt gehört das „Netzwerkbüro Tabakprävention“, das aus Finanzmitteln der Deutschen Krebshilfe gefördert wird.
Angesichts der Bedrohung durch die COVID-19-Pandemie hat das Aktions-Bündnis von elf bundesweit aktiven Partnern der im Frühjahr 2021 gestarteten bisher größten von der Bundesregierung geförderten Bundesinitiative gegen das Rauchen mit dem Titel „Rauchfrei leben-Deine Chance“ gemeinsam zugestimmt. Es appellierte an die Öffentlichkeit, die Chancen für eine „Rauchentwöhnung“ zu nutzen. Pneumologe und ABNR-Vorstandsmitglied Robert Loddenkemper warnte: Rauchende hätten nach wissenschaftlichen Erkenntnissen bei Corona-Infektionen schlechtere Chancen.

## Geschichte
1992 wurde eine „Koalition gegen das Rauchen“ als Aktionsbündnis und Interessensgemeinschaft gebildet. Mitwirkende waren u. a. die Bundesärztekammer, die Deutsche Krebsgesellschaft sowie die Deutsche Krebshilfe. Rund 80 Organisationen, Verbände und Vereinigungen in allen Bundesländern engagierten sich in der Anfangszeit mit der Zielsetzung, ein totales Werbeverbot für Tabak und Zigaretten in der Bundesrepublik zu erreichen. Im Jahr 2003 ging aus der „Koalition gegen das Rauchen“ der heutige Verein hervor. Die Organisation wird seit März 2016 von der Ärztin und Gesundheitspolitikerin Martina Pötschke-Langer geführt, die bis August 2016 als Expertin für Tabakprävention und Tabakkontrolle am Deutschen Krebsforschungszentrum in Heidelberg wirkte.

## Aktionspartner
Im ABNR sind folgende Organisationen nach alphabetischer Listung vertreten:
- Ärztlicher Arbeitskreis Rauchen und Gesundheit, München
- Bundesärztekammer, Berlin
- Bundesvereinigung Prävention und Gesundheitsförderung, Bonn
- Deutsche Hauptstelle für Suchtfragen, Hamm
- Deutsche Herzstiftung, Frankfurt am Main
- Deutsches Krebsforschungszentrum, Heidelberg
- Deutsche Krebsgesellschaft, Berlin
- Deutsche Krebshilfe, Bonn
- Deutsche Lungenstiftung, Hannover
- Deutsche Gesellschaft für Pneumologie und Beatmungsmedizin, Marburg
- Deutsche Gesellschaft für Kardiologie, Düsseldorf

Das wesentliche Ziel des Bündnisses ist es, „Maßnahmen zur Eindämmung der Gesundheitsgefahren durch das Rauchen und Passivrauchen auf politischer Ebene anzuregen, zu fördern und zu begleiten“. Zum von der Weltgesundheitsorganisation proklamierten Weltnichtrauchertag am 31. Mai jeden Jahres geben ABNR und Krebshilfe das Motto aus. Für 2016 hieß es: „Kein Platz für giftige Botschaften – Stoppt Tabakwerbung jetzt!“
Für 2020 lautet das von der Deutschen Krebshilfe und dem Aktionsbündnis ausgegebene Motto: „Kill yourself starter kit - Lass dich nicht manipulieren“.
Die Bundesvereinigung Prävention und Gesundheitsförderung übernahm seit dem 1. Juli 2009 die Geschäftsführung des Aktionsbündnisses. Daneben wird ein Hauptstadt-Büro in Berlin unterhalten. Vor dem Verbandswechsel hatte der Ärztliche Arbeitskreis Rauchen und Gesundheit in München als Aktionsmitglied diese Aufgabe erfüllt.

## Forderung: Europa Rauchfrei
Der Deutsche Krebskongress 2020 in Berlin wurde vom Aktionsbündnis mit elf Gesundheits-Organisationen zu der visionären Forderung genutzt: „Europa muss bis 2040 Rauchfrei werden“. Die ABNR-Vorsitzende Martina Pötschke-Langer und die Deutsche Krebshilfe kritisierten nachdrücklich, dass die Bundesrepublik im europäischen Vergleich der Maßnahmen zur Eindämmung des Tabakkonsums den letzten Platz belegt. Das in der aktuellen Tabakkontrollskala von 36 europäischen Ländern ermittele Ergebnis sei ein Resultat jahrelanger politischer Untätigkeit in Deutschland und „ein Armutszeugnis für uns“, rügte die Wissenschaftlerin. Um im Europäischen Vergleich nicht den Anschluss zu verlieren, müsse „Deutschland handeln – und zwar jetzt!“

## Ehrenpreis Rauchfrei-Siegel
Das ABNR und die Stiftung Deutsche Krebshilfe verleihen seit 2003 den Ehrenpreis Rauchfrei-Siegel. Damit werden TV- und Filmproduktionen ausgezeichnet, in denen auf rauchende Charaktere verzichtet wird oder sie nicht als Identifikationsfiguren dargestellt werden. Der Preis wird in der Regel am Weltnichtrauchertag übergeben.
Ausgezeichnete Filme und Serien:
- 2021: Nikotin. Droge mit Zukunft, Dokumentation, Arte[9]
- 2020: Fritzi – Eine Wendewundergeschichte, Animationsfilm[10]
- 2019: Rocca verändert die Welt, Kinofilm[11]
- 2018: SOKO Wien, Serie, ZDF u. ORF[12]
- 2017: Auf Augenhöhe, Kinofilm[13]
- 2015: Die Rosenheim-Cops, Serie, ZDF
- 2011: In aller Freundschaft, Serie, ARD/MDR
- 2010: Die Pfefferkörner, Serie, ARD
- 2009: Schloss Einstein, Serie, KI.KA
- 2008: Unter uns, Serie, RTL
- 2007: Sturm der Liebe, Serie, ARD
- 2006: Wilsberg, Serie, ZDF; Charlotte und ihre Männer, Fernsehfilm, NDR
- 2005: SOKO Leipzig, Serie, ZDF
- 2004: Marienhof, Serie, ARD
- 2003: Gute Zeiten, schlechte Zeiten, Serie, RTL

## Grundsatzforderung: Erhöhung der Tabaksteuer
2014 haben die Mitglieder zum Welt-Nichtrauchertag bekräftigt, den Kampf gegen den Tabakkonsum zu verstärken. Sie forderten die Bundesregierung und die Parteien auf, die Tabaksteuer drastisch zu erhöhen, um dadurch den die Gesundheit schädigenden Zigarettenkonsum zu reduzieren. In Deutschland rauche ein Drittel der erwachsenen Bevölkerung (30,1 Prozent). Das entspricht etwa 24 Millionen Erwachsenen. Die Folgen seien verheerend, erklärte Tobias Effertz (Universität Hamburg). Zigarettenrauchen führe in Deutschland jährlich zu mehr Todesfällen als Aids, Alkohol, illegale Drogen, Verkehrsunfälle, Morde und Selbstmorde zusammen. Jedes Jahr sterben nach Ansicht des ABNR über 100.000 Menschen vorzeitig an den Folgen des aktiven Rauchens sowie mindestens 3.300 Menschen an den Folgen des Passivrauchens.
Im Februar 2015 hat das Aktionsbündnis erstmals mit weiteren Gesundheitsverbänden die elektrische Zigarette thematisiert und den Gesetzgeber aufgefordert, die Abgabe von E-Shishas an Minderjährige aus gesundheitlichen Gründen zu verbieten. Auf einer gemeinsamen Pressekonferenz in Berlin betonte auch der Berufsverband der Kinder- und Jugendärzte, man unterstütze „das generelle Verbot von E-Zigaretten und E-Shishas für Minderjährige – unabhängig davon, ob sie einen Wirkstoff enthalten oder nicht“. Die Organisationen erklärten sich ferner solidarisch mit Bundesfamilienministerin Manuela Schwesig, die nach ihrer Ankündigung ein Verbot über die Novellierung des Jugendschutzgesetzes erreichen will.

## Kooperation in der Corona-Krise
Die Kooperation der Gesundheitsorganisationen habe sich in der Corona-Pandemie weiter verstärkt, erklärte Pneumologe Loddenkemper. Die seit Jahren bestehenden Empfehlungen zur Tabakentwöhnung erlangten zugleich „eine noch größere Bedeutung“. Man müsse sie nur lesen und sich für das Thema Raucherentwöhnungsprogramm interessieren. Informationen über Tabakentwöhnung bietet aktuell das Infonetz Krebs der Deutschen Krebshilfe telefonisch und in gedruckter Form kostenlos.